# Femmes de Paris
Pour les articles homonymes, voir Femme (homonymie).
Pour plus de détails, voir Fiche technique et Distribution.
Femmes de Paris est un film français réalisé par Jean Boyer, sorti en 1953.

## Synopsis
Le professeur Charles Buisson, astronome et prix Nobel, vient de découvrir une nova. Il en informe par téléphone les autres observatoires. Alors qu'il croit que l'un d'eux le rappelle, il se retrouve à l'appareil avec une jeune femme menaçant de se suicider au cabaret Le Ruban Bleu, si son amoureux ne l'a pas rejoint à minuit. Intrigué, le professeur décide d'aller empêcher la malheureuse de passer à l'acte. Une de ses étudiantes, qui gagne sa vie comme doublure dans un numéro de couteaux, l'aide dans son enquête, tandis que le directeur de l'établissement et un policier le soupçonnent d'être un farceur ou même, de vendre de la drogue. Ce sera pour le savant l'occasion de découvrir un univers de music-hall qu'il ignorait jusqu'alors : « Je croyais connaître la carte du ciel par cœur mais il est une planète qui m'était totalement inconnue : la terre. J'y reviendrai ! »

## Fiche technique
- Titre : Femmes de Paris
- Réalisation : Jean Boyer, assisté de Jean Bastia, Robert Guez
- Scénario : Alex Joffé et Ray Ventura
- Production : Ray Ventura
- Musique : Paul Misraki et José Padilla
- Photographie : Charles Suin
- Montage : Fanchette Mazin
- Société de production : Hoche Productions
- Pays d'origine :  France
- Format : Noir et blanc - 1,37:1 - 35 mm - Son mono
- Genre : Comédie dramatique, film musical
- Durée : 81 minutes
- Date de sortie : 
  - France - 2 décembre 1953

## Distribution
- Michel Simon : Professeur Charles Buisson
- Brigitte Auber : Gisèle Blondeau
- Henri Génès : Lucien Mosca, le patron du Ruban bleu
- Germaine Kerjean : Mme Rédéri
- Robert Lombard : Maurice, l'assistant du Pr Buisson
- Philippe Mareuil : Pepé, le gigolo
- Georges Galley : Patrice
- Suzanne Norbert : Mme Buisson
- Gaby Basset : Henriette, la dame des vestiaires / l'indic
- Micheline Dax : la cliente snob
- Anne Campion : la trafiquante
- Nadine Tallier : Poupette
- Annick Tanguy
- Lyane Morice
- Nikitine
- Liliane Montevecchi
- Jacky Lemoine
- Gisèle Fréry
- Nicole Rimbaud
- Janine Caire
- Bernard La Jarrige : Inspecteur Corbin
- Robert Lamoureux : lui-même
- Patachou : elle-même
- Ray Ventura : lui-même
- Jean-Marc Thibault : lui-même
- Roger Pierre : lui-même
- Les Quat'Jeudi
- Jacques Grello : le commentateur du ballet
- Jack Ary : le cow-boy
- Sacha Distel : un musicien
- Pierre Duncan : un policier
- Bob Ingarao : Arsène l'édenté
- Danièle Delorme
- Sophie Desmarets
- Leila Lampi : la princesse
- Dominique Marcas : Magda, la danseuse enceinte

## Autour du film
- La constellation de la Mouette dont il est question au tout début du film n'existe pas. Il existe cependant une nébuleuse de la Mouette, située dans la constellation de la Licorne.
- Patachou chante dans le film "Brave Margot", chanson créée par Georges Brassens la même année que le film.
- Lors du tournage, Ray Ventura fera la rencontre de Jacqueline Lemoine qui deviendra son épouse.